# Taijiquan famiglia Yang forma con la spada 32 movimenti
Il Taijiquan non ha molte armi. Principalmente si dividono in due gruppi: armi lunghe e corte.
Le armi corte più comuni sono la spada (in cinese 剑, in pinyin jiàn) e la sciabola (in cinese 刀, in pinyin dāo).
La pratica con la spada a due fili (jian) viene chiamata  taijijian.

## Storia
Il governo cinese stabilì la sottocommissione per il Tai Chi (Physical Education Taijiquan Subcommittee)  nel 1955, per fissare una forma corta standard per la spada. La forma classica Yang, infatti, contava 55 movimenti e si faceva necessaria una forma semplificata per favorirne l'insegnamento. Nel 1957 il Comitato Nazionale Cinese per l'Educazione Fisica accolse le raccomandazioni della sottocommissione: la forma semplificata da 32 movimenti veniva adottata nelle classi di ginnastica e di wushu come corso basico di spada di Taijiquan. Questa standardizzazione e la grande diffusione della forma da 32 in Cina ha segnato il suo successo ed è oggidì forse la più popolare forma con la spada.

## Durata
La forma con la spada 32 movimenti, sequenza del Taijiquan Stile Yang, generalmente viene eseguita in 3-4 minuti.

## Nomi dei movimenti della spada
Quelli che seguono sono i nomi in cinese, in pinyin e tradotti in italiano, come designati dalla Commissione Cinese per l'Educazione Fisica
|      | Nome in cinese | pinyin                 | Nome in italiano                                    |
| 0    | 起势           | qǐ shì                 | Dare il via all'energia                             |
| 1    | 三环套月       | sān huán tào yuè       | Circondare la luna con tre anelli                   |
| 2    | 魁星势         | kuí xīng shì           | L'Orsa Maggiore                                     |
| 3    | 燕子抄水       | yàn zi chāo shuǐ       | La rondine cala sull'acqua                          |
| 4    | 右边拦扫       | yòu biān lán săo       | Bloccare e spazzare, a destra                       |
| 5    | 左边拦扫       | zuŏ biān lán săo       | Bloccare e spazzare, a sinistra                     |
| 6    | 夜叉探海       | nă zhà tàn hăi         | Naza sonda il mare                                  |
| 7    | 怀中抱月       | huái zhōng bào yuè     | Abbracciare la luna                                 |
| 8    | 宿鸟投林       | sù niăo tóu lín        | Gli uccelli per la notte si sistemano nella foresta |
| 9    | 乌龙摆尾       | wū lóng băi wěi        | Il drago nero agita la coda                         |
| 10   | 青龙出水       | qīng lóng chū shuǐ     | Il drago verde esce dall'acqua                      |
| 11   | 风卷荷叶       | fēng juăn hé yè        | Il vento soffia sulle foglie di loto                |
| 12   | 狮子摇头       | shīzi yáo tóu          | Il leone scuote la testa                            |
| 13   | 虎抱头         | hŭ bào tóu             | La tigre si abbraccia la testa                      |
| 14   | 野马跳涧       | yě mă tiào jiàn        | Il cavallo selvaggio salta il torrente montano      |
| 15   | 小魁星         | xiăo kuí xīng          | L'Orsa Minore                                       |
| 16   | 海底捞月       | hăi dĭ lāo yuè         | Tirar fuori la luna dal fondo del mare              |
| 17   | 犀牛望月       | xī niú wàng yuè        | Il rinoceronte guarda la luna                       |
| 18   | 白猿献果       | bái yuán xiàn guŏ      | La scimmia bianca offre la frutta                   |
| 19   | 左迎风掸尘     | zuŏ yíng fēng dăn chén | Spazzolare la polvere nel vento, a sinistra         |
| 20   | 右迎风掸尘     | yòu yíng fēng dăn chén | Spazzolare la polvere nel vento, a destra           |
| 21   | 左迎风掸尘     | zuŏ yíng fēng dăn chén | Spazzolare la polvere nel vento, a sinistra         |
| 22   | 顺水推舟       | shùn shuǐ tuī zhōu     | Spingere la barca seguendo la corrente              |
| 23   | 流星赶月       | liú xīng găn yuè       | La meteora caccia la luna                           |
| 24   | 天马飞瀑       | tiān mă fēi bào        | Il destriero celeste vola sulla cascata             |
| 25   | 挑帘势         | tiăo lián shì          | Alzare il sipario                                   |
| 26   | 左车轮         | zuŏ chē lún            | La ruota, a sinistra                                |
| 27   | 右车轮         | yòu chē lún            | La ruota, a destra                                  |
| 28   | 大鹏展翅       | dà péng zhăn chì       | Il grande roc spiega le ali                         |
| 29   | 黃蜂歸巢       | huáng fēng guí záo     | La vespa torna nel nido                             |
| 30   | 怀中抱月       | huái zhōng bào yuè     | Abbracciare la luna                                 |
| 31   | 风扫梅花       | fēng săo méi huā       | Il vento spazza il fiore di prugna                  |
| 32   | 指南针         | zī nán zhēn            | La bussola                                          |
| Fine | 抱剑归原       | bào jiàn guī yuán      | Riportare la spada nella posizione di partenza      |